# 草悟道文創旅館
24°09′02″N 120°39′54″E / 24.150602°N 120.665017°E
草悟道文創旅館（英語：Calligraphy Greenway Hotel），簡稱草悟道文旅，是一棟位於臺灣臺中市西區英才路、公益路口的旅館，鄰近市民廣場、草悟道，以文創為其設計主題。

## 歷史
- 2015年，由櫻花建設公司改裝其LED光條外牆及內部大廳和客房。
- 2016年，完工並預計第3季試營運；以撲克牌遊戲名稱（如梭哈、大老二、十三張等）作其房型命名，並以不同的撲克牌大小組合作房型區隔。同年，作東森偶像劇《必勝練習生》拍片場景。[1]

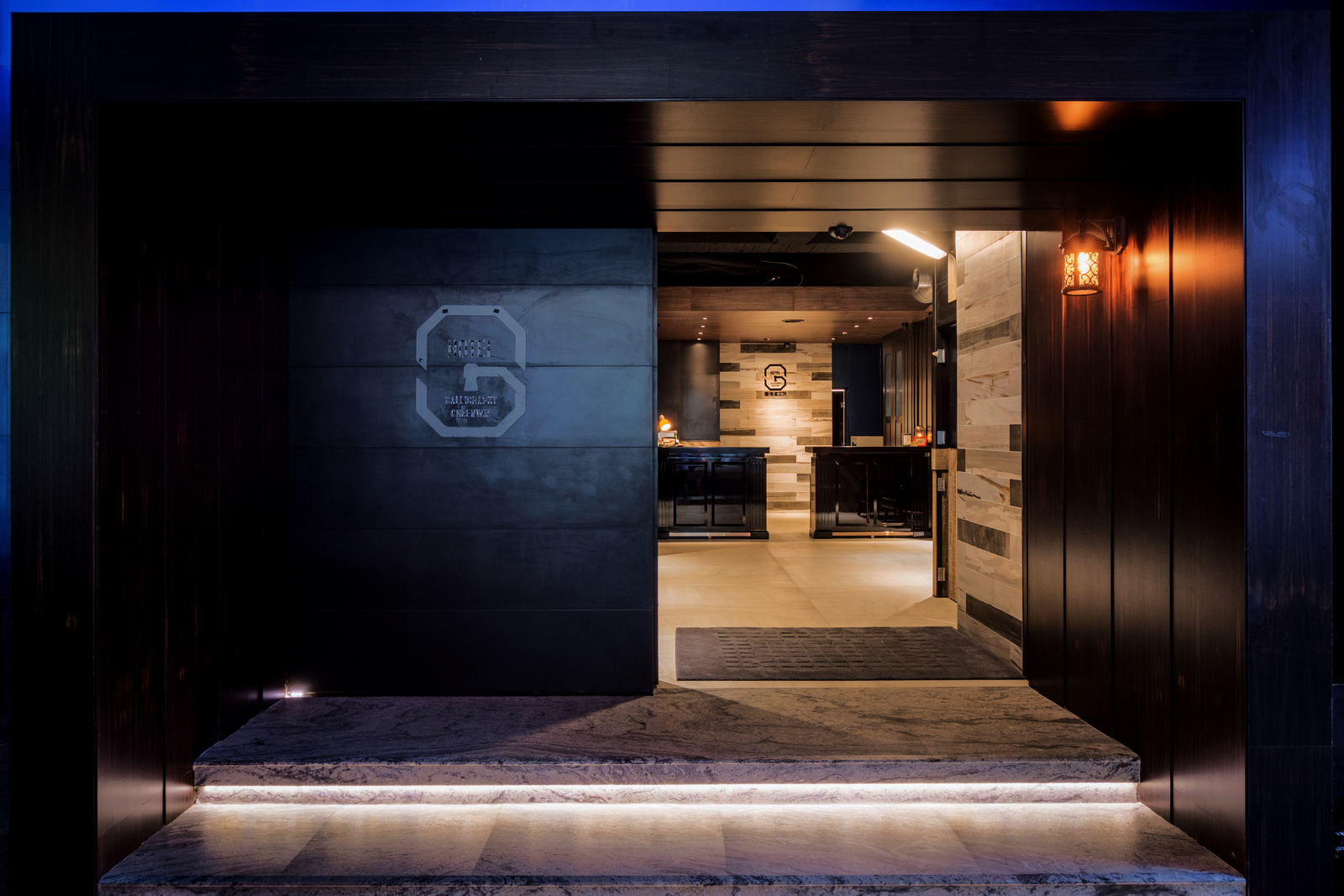
草悟道文創旅館入口

## 交通
台中市公車
- 台中客運：27、107
- 豐原客運：51
- 統聯客運：81

週邊道路
- 公益路
- 英才路
- 美村路

## 周邊
- 國立自然科學博物館
- 草悟廣場
- 勤美術館
- 勤美誠品綠園道
- 廣三崇光百貨
- 國立台灣美術館

## 外部連結
- 草悟道文創旅館的X（前Twitter）
- 草悟道文創旅館的Facebook專頁
- 草悟道文旅  臺灣旅宿網 （页面存档备份，存于）